# Köhlerhaus

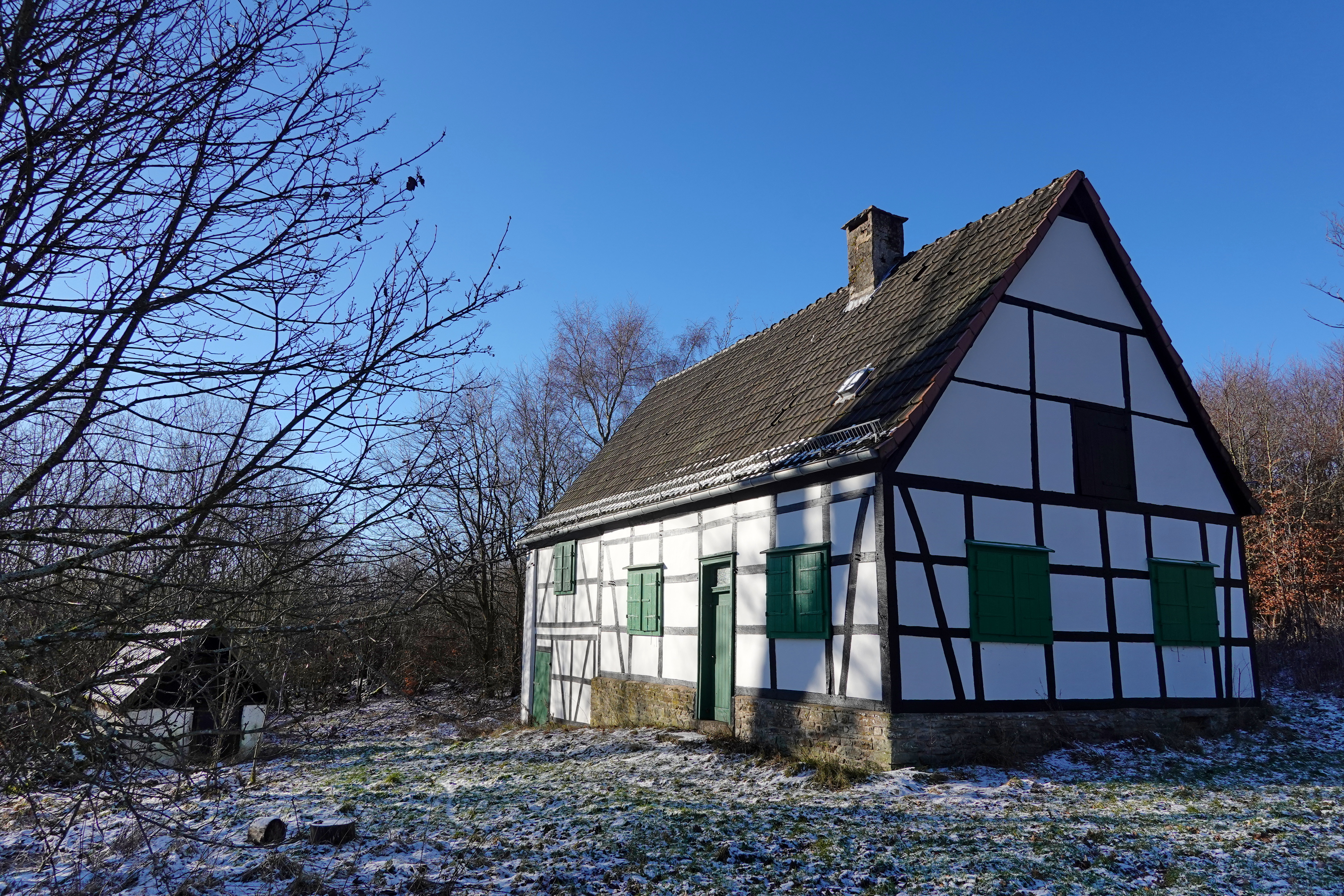
Umgebautes ehemaliges Köhlerhaus im Januar 2024

Das Köhlerhaus in Balve-Garbeck, auch Vogels Haus genannt, liegt im Balver Wald, wurde um 1830 erbaut und zu Beginn des 20. Jahrhunderts in ein Jagdhaus umgebaut. Das Fachwerkhaus nebst kleinem Wirtschaftsgebäude stehen unter Denkmalschutz.

## Geschichte
Das Gebäude wurde zwischen 1829 und 1834 zur Unterbringung von Köhlern gebaut, die Holzkohle für die Glasfabrikation von Caspar Dietrich Brune in Stephanopel herstellten. Es handelt sich um ein kleines Fachwerkhaus mit einem hohen Satteldach, das auf einem Bruchsteinsockel errichtet wurde. Das Gebäude ist teilweise unterkellert. Um die Küche in der Mitte gruppierten sich ursprünglich vier Kammern. Unter dem Dach war ein Lagerraum. In unmittelbarer Nähe befinden sich ein kleiner Stall und ein kleines Gebäude mit Abort. 
Mit dem Übergang zur Steinkohle wurde die Köhlerei aufgegeben. Im Jahr 1906 wurde das Haus vom Fabrikanten Peter Grah aus Sundwig erworben und zu einer Jagdhütte umgebaut. Zwei Kammern wurden zu einer Stube zusammengelegt, ein Kachelofen eingebaut, Kammern zu Schlafräumen umgebaut und eine Räucherkammer eingerichtet. Seitdem blieb das Haus unverändert. Es verfügt über fließendes Wasser aus eigener Quelle, aber nicht über einen Elektrizitätsanschluss. 
Das Fachwerk- und das kleine Wirtschaftsgebäude mit Abort wurden unter Denkmalschutz gestellt, da sie vom Leben und Wirtschaften der Waldbauern und Köhler in der Mitte des 19. Jahrhunderts zeugen und für die Ortsgeschichte von Stephanopel und Garbeck bedeutend sind. Außerdem ist das Hauptgebäude ein gutes Beispiel für die Ständerbauweise in der Mitte des 19. Jahrhunderts.
Im Januar 2024 war das „Köhlerhaus und Jagdhütte im Balver Wald“ Denkmal des Monats in Westfalen-Lippe.

## Abrissverfügung durch Bauaufsicht des Märkischen Kreises
Als nur 100 Meter vom Köhlerhaus entfernt eine 246 Meter hohe Windenergieanlage beantragt wurde, fiel der Bauaufsicht des Kreises bei einem einen Ortstermin das Haus auf. Aus Sicht der Bauaufsicht ist das Köhlerhaus formell und materiell baurechtswidrig und hatte durch die Umnutzung als Jagdhütte seinen Bestandsschutz verloren, da eine Nutzung als Jagdhütte unzulässig ist. Es folgte im Januar 2023 eine Abrissverfügung der Bauaufsicht des märkischen Kreises, die einen Abriss des Gebäudes samt Nebengebäude binnen drei Monaten, unter Androhung eines Zwangsgeldes von 10 000 Euro für das Fachwerkhaus, 5000 Euro für das Plumpsklo und 1000 Euro für das Holzlager, forderte wegen des Fehlens einer Baugenehmigung. Der Rat der Stadt Balve stellte „das letzte erhaltene Köhlerhaus im Märkischen Kreis“ im Juni 2023 unter Denkmalschutz, in dem er es in seine Denkmalliste eintrug. Der Fall ging vor das Verwaltungsgericht Arnsberg, weil der Denkmalschutz einem Abriss im Wege stand. Der Märkische Kreis sah in einer Stellungnahme an das Verwaltungsgericht, die nachträgliche Unterschutzstellung als Baudenkmal als nachrangig an. Der zuständige Richter folgte, bei einem Vergleichsvorschlag im Dezember 2023, nicht der Sicht des Kreises. Aus Richtersicht kann keine Zwangsvollstreckung erfolgen, so lange das Haus in der Denkmalliste eingetragen ist. Der Vergleich wurde vom Märkische Kreis nicht angenommen. Eine finale Klärung vor dem Verwaltungsgericht steht noch aus.
Die Abrissverfügung war deutschlandweit in den Medien. So berichtete u. a. Der Spiegel darüber. Über den Fall berichtete auch das Satiremagazin Extra 3 im Jahr 2024 in seiner Kategorie Realer Irrsinn.